# Teste de Aptidão para Línguas Estrangeiras
O Teste de Aptidão para Línguas Estrangeiras (Modern Language Aptitude Test - MLAT) é um teste, idealizado por John B. Carroll e Stanley Sapoon, criado com o objetivo de determinar a aptidão de aprendizagem de uma língua estrangeira por um indivíduo.
A predisposição para a aprendizagem de uma língua não se limita ao fato de um indivíduo conseguir ou não aprender uma língua estrangeira, visto que é virtualmente assumido que todos podem aprender uma língua desde que lhes seja dada a devida oportunidade. De acordo com John Bissell Carroll e Stanley Sapon, a aptidão para a aprendizagem de uma língua está relacionada com a “previsão de quão bem, relativamente a outros, um indivíduo pode aprender uma língua estrangeira, num determinado período de tempo e em determinadas condições.”
O MLAT foi inicialmente utilizado na aprendizagem de adultos incluídos em programas de línguas governamentais e para missionários. Foi também adaptado para estudantes entre os 14 e 18 anos de idade bem como para estudantes universitários e é igualmente utilizado em escolas particulares e em psicologia clínica. Testes semelhantes têm sido criados para grupos etários mais jovens, como é exemplo o Pimsleur Language Aptitude Battery, adaptado para estudantes do ensino básico e secundário com idades entre os 12 e 18 anos. Da mesma forma, o MLAT-E foi o teste desenvolvido por   John Bissell Carroll e Stanley Sapon para estudantes do Ensino Básico entre os 8 e 11 anos de idade.

## Desenvolvimento
John B. Carroll e Stanley Sapon são os responsáveis pelo desenvolvimento do Modern Language Aptitude Test (MLAT), pois ambos desenvolveram este teste como parte de uma investigação de 5 anos na Universidade de Harvard, entre 1953 e 1958. 
A proposta inicial de desenvolvimento do MLAT tinha como objetivo ajudar o exército dos Estados Unidos (EUA) a selecionar e treinar pessoas que aprendessem rapidamente línguas estrangeiras.
Depois de experimentar o MLAT em diferentes contextos e em diferentes tipos de tarefas verbais, Carroll escolheu os cinco testes que obtiveram melhores resultados e que achava que teriam sucesso na previsão de aptidão na aprendizagem de línguas estrangeiras em diferentes e variadas situações. 
Estes testes foram minimamente correlacionados uns com os outros, e concluiu-se que utilizados em conjunto, demonstram uma elevada taxa de previsibilidade na aprendizagem de línguas estrangeiras.
A estrutura do MLAT reflete também uma conclusão importante da pesquisa e trabalho de Carroll, pois indica que a aptidão de aprendizagem de línguas não é uma capacidade exclusiva e "geral", mas sim uma combinação de pelo menos quatro habilidades "especializadas" que são relativamente independentes. Os quatro indicadores, ou competências, de aptidão para a aprendizagem de línguas que Carroll identificou foram; a capacidade de codificação fonética, sensibilidade gramatical, capacidade de memorização utilizando rotinas ou repetições e capacidade para a aprendizagem utilizando métodos indutivos. No artigo “The prediction of success in intensive foreign language training”, Carroll define as seguintes competências:
| Competência                                                 | Definição |
| ----------------------------------------------------------- | --- |
| Capacidade de codificação fonética                          | Capacidade para identificar diferentes sons, com o objetivo de formar associações entre sons e os símbolos que representam os sons, e assim, manter essas associações;       |
| Sensibilidade gramatical                                    | Capacidade para reconhecer as funções gramaticais das palavras (ou de outras unidades linguísticas) na estrutura frásica;                                                    |
| Capacidade de aprendizagem utilizando rotinas ou repetições | A capacidade para aprender associações entre sons e significados de uma forma rápida e eficiente;                                                                            |
| Capacidade para a aprendizagem utilizando o método indutivo | A capacidade para inferir ou deduzir regras e critérios sobre um conjunto de materiais, dadas amostras simples de linguagem que permitem o sucesso da dedução ou inferência. |

Os dados utilizados para calcular as normas estatísticas do MLAT foram recolhidos no outono de 1958. O MLAT foi aplicado a mil novecentos estudantes do ensino secundário com idades entre os 14 e os 18 anos e a mil e trezentos alunos de dez colégios e universidades. No âmbito do estudo com adultos, o MLAT foi aplicado a mil indivíduos pertencentes a instituições militares e governamentais, entre militares e funcionários. O teste foi aplicado aos sujeitos antes de ingressarem um curso intensivo de aprendizagem de línguas. Os resultados do curso foram comparados mais tarde com os resultados obtidos no MLAT, com o objetivo de validar a previsibilidade do teste.

## Estrutura do Modern Language Aptitude Test
O MLAT está dividido em cinco secções e cada uma delas avalia diferentes capacidades.
Aprendizagem Numérica
Esta secção foi em parte desenhada para medir a memória do sujeito, mas também para medir o “alerta auditivo" que afeta a compreensão auditiva do sujeito que aprende uma língua estrangeira.
Escrita Fonética
Esta secção foi desenhada para medir a capacidade de associação som-símbolo do sujeito. A mesma relaciona-se também com a capacidade de aprender e estabelecer relações entre o som das palavras orais e os seus símbolos escritos.
Soletrar e descobrir palavras escondidas
Esta secção, altamente acelerada, foi desenhada para testar o conhecimento vocabular do inglês do sujeito, bem como a sua capacidade de associação som-símbolo. A secção foi desenhada para falantes nativos de inglês.
Construção frásica
Esta secção foi desenhada para medir a sensibilidade à construção gramatical frásica do examinado sem recorrer a terminologia gramatical. Foi também desenhada para falantes nativos de inglês.
Associações e Combinações
Esta secção foi desenhada para medir a capacidade de memorização utilizando rotinas ou repetições, componente fundamental da aprendizagem de línguas estrangeiras.

## Usos do Modern Language Aptitude Test
O Modern Language Aptitude Test é dividido em três fases; a seleção, a classificação e o diagnóstico de capacidades de aprendizagem.
Seleção
O MLAT pode ser utilizado para selecionar indivíduos que demonstram uma predisposição para aprendizagem de línguas estrangeiras de forma a justificar o tempo e custos associados a um programa de treino de línguas.
Classificação
Em situações em que existe mais que uma turma, ou no caso de um grande grupo de alunos num programa de treino ou curso de língua, os alunos podem ser agrupados de acordo com o seu nível de aptidão para a aprendizagem de línguas, e desta forma cada turma poderá tirar mais vantagem da aprendizagem.
Diagnóstico da Capacidade de Aprendizagem
O MLAT pode também ser utilizado em conjunto com outras formas de diagnóstico no âmbito de uma dificuldade específica de aprendizagem de língua estrangeira. Analisar os resultados obtidos pelos sujeitos nas diferentes partes constituintes do MLAT pode contribuir para a criação de abordagens especificas e direcionadas aos estudantes em causa.

## Modern Language Aptitude Test – Elementary
Em 1967, Carroll e Sapon publicaram o seu trabalho e apresentaram o Modern Language Aptitude Test –  Elementary  (MLAT-E). O MLAT-E foi uma adaptação da versão para adultos do MLAT e foi criado para crianças com idades entre os 8 e 11 anos de idade. O MLAT-E é dividido em quatro partes, três das quais são versões modificadas da Parte 1 do MLAT - Aprendizagem Numérica, da Parte 3 - Palavras Ocultas e da Parte 4 – Construção Frásica. Este teste inclui também uma nova secção chamada “Descobrir Rimas”, que testa a capacidade do sujeito de ouvir e relacionar sons da fala.
Ambos os autores, Carroll e Sapon, sugerem a utilização do MLAT-E da mesma forma que é utilizado o MLAT. 
O MLAT-E pode ser aplicado na seleção de estudantes que têm a capacidade de se destacar na aprendizagem de línguas estrangeiras (e para aqueles que estejam preparados para iniciar a sua formação mais cedo). Permite também fornecer um perfil de aprendizagem, salientando pontos fortes e fracos dos alunos e assim formar grupos de alunos com níveis de aprendizagem semelhantes incluindo-os na classe mais apropriada.
Desta forma, é possível iniciar um processo de construção da história das dificuldades de aprendizagem de línguas, que pode ser utilizada em conjunto com outras evidências para diagnosticar uma dificuldade específica de aprendizagem de uma língua estrangeira.

## Discussão
Uma das questões abordadas na aplicação do MLAT é que não inclui a componente motivacional. A motivação pode ser um fator bastante importante. A falta de motivação pode ter como consequência baixas performances num curso ou programa de treino, apesar de o sujeito ter obtido valores altos num teste como o MLAT. 
Por outro lado, a motivação extra, mesmo tendo obtido uma pontuação relativamente baixa num teste de aptidão, combinada com alta motivação para aprender uma língua, pode levar a um desempenho médio ou mesmo acima da média, pois o estudante pode despender de mais tempo e dedicação no estudo da língua. 
Desta forma, a aplicação correta do MLAT pode contribuir para uma avaliação mais abrangente do aluno, ou pode ainda ser utilizado como teste num ambiente em que a motivação é tida como uniformemente alta. Como resposta a esta questão, Paul Pimsleur desenvolveu a Pimsleur Language Aptitude Battery (PLAB), que inclui uma secção que avalia a motivação em estudantes propostos a exame.
Outra questão pode ser levantada com a aplicação de testes de aptidão como o MLAT, pois os mesmos não são adequados a indivíduos que são, de alguma forma, obrigados a aprender uma língua, independentemente da sua capacidade de aprendizagem. De acordo com John Carroll, a capacidade de aprendizagem de línguas é relativamente estável ao longo da vida de um indivíduo, assim, se um indivíduo obtiver uma baixa classificação no MLAT, não existem métodos comprovados que aumentem a capacidade de aprendizagem de uma língua para aqueles que o desejem fazer. Uma das formas do MLAT ser útil nesta situação, é que a sua aplicação fornece indicadores de que esse sujeito precisará de mais tempo para aprender a língua, comparativamente a um indivíduo que obteve uma pontuação alta no MLAT. Este teste poderá também ajudar a definir quais são as estratégias de aprendizagem mais adequadas para um indivíduo aprender uma língua estrangeira.
O tempo que este teste tem de existência, bem como as suas normas, são uma outra área de preocupação. O teste foi desenvolvido em 1953-58 e as suas normas foram estabelecidas com dados recolhidos em 1958, entretanto, o tradicional método de tradução e gramática foi substituído pelo método comunicativo de ensino.
Em 1998, uma investigação realizada por Madeline Ehrman, Diretora de Investigação, Avaliação e Desenvolvimento no Instituto de Serviços Estrangeiros dos Estados Unidos (Director of Research, Evaluation and Development at the U.S. Foreign Service Institute), produziu coeficientes de validade aproximadamente iguais aos coeficientes originais obtidos em 1958. Uma investigação de Leila Ranta, Professora de Psicologia da Educação  bem como a investigação de Harley e Hart, do Instituto Ontário para Estudos Educativos, da Universidade de Toronto, demonstraram que a prova tem uma forte associação entre a alta capacidade analítica de linguagem e e potenciais alunos de sucesso em línguas num ambiente de aprendizagem comunicativo (2002).

## Recursos
- CARROL, John B. e STANLEY Sapon, Modern Language Aptitude Test, Manual 2002, Rockville, Maryland: Second Language Testing, Inc., 2002;
- CARROL, John B. e STANLEY Sapon, Modern Language Aptitude Test – Elementary, Manual 2002, Rockville, MD: Second Language Testing, Inc., 2002;
- EHRMAN, M., “The Modern Language Aptitude Test for predicting learning success and advising students”, Applied Language Learning, Vol. 9, pp. 31-70;
- HARLEY, B. e D. HART, “Language aptitude and second language proficiency in classroom learners of different starting ages”, Studies in Second Language Acquisition, 19 (1997): 379-400;
- HARLEY, B. e D. HART, “Age, Aptitude and Second Language Learning on a Bilingual Exchange”, Individual Differences and Instructed Language Learning. Editor P. Robinson,  Amsterdam/Philadelphia: John Benjamins, 2002. 301-330;
- Modern Language Aptitude Test, Language Learning and Testing Foundation, 2010. http://lltf.net/aptitude-tests/language-aptitude-tests/modern-language-aptitude-test-2/;
- RANTA, L., “The role of learners’ analytic abilities in the communicative classroom”, Individual Differences and Instructed Language Learning, Editor P. Robinson, Amsterdam/Philadelphia: John Benjamins, 2002. 159-180;
- STANSFIELD, Charles W. e DANIEL J. Reed, “The Story Behind the Modern Language Aptitude Test: An Interview with John B. Carroll (1916-2003)”,Language Assessment Quarterly 1.1 (2004): 43-56;
- STANSFIELD, Charles W. e DANIEL J. Reed, Modern Language Aptitude Test – Elementary, Versão espanhola, Manual 2005, Rockville, MD: Second Language Testing Foundation, Rockville, 2005;
- STANSFIELD, Charles W., “Carroll, John Bissell”, Concise Encyclopedia of Educational Linguistics, Editor B. Spolsky,  Amsterdam; New York: Elsevier, 1999.